# Mantello
Mantello é uma comuna italiana da região da Lombardia, província de Sondrio, com cerca de 683 habitantes. Estende-se por uma área de 3 km², tendo uma densidade populacional de 228 hab/km². Faz fronteira com Andalo Valtellino, Cercino, Cino, Cosio Valtellino, Dubino, Rogolo.

## Demografia
| Variação demográfica do município entre 1861 e 2011                               |
|                                                                                   |
| Fonte: Istituto Nazionale di Statistica (ISTAT) - Elaboração gráfica da Wikipedia |